# Spermophaga
Spermophaga és un gènere d'ocells de la família dels estríldids (Estrildidae).

## Taxonomia
Segons la Classificació del Congrés Ornitològic Internacional (versió 15.1, 2025) aquest gènere està format per tres espècies:
- Estrilda becgrossa de Grant (Spermophaga poliogenys Ogilvie-Grant, 1906)
- Estrilda becgrossa sagnant (Spermophaga haematina Vieillot, 1807)
- Estrilda becgrossa capvermella (Spermophaga ruficapilla Shelley, 1888)